# Molophilus fustiferus
Molophilus fustiferus là một loài ruồi trong họ Limoniidae. Chúng phân bố ở miền Australasia. Loài này được Alexander phát hiện năm 1961.